# Yang Chaoguan
Yang Chaoguan (chinesisch 楊潮觀 / 杨潮观, Pinyin Yáng Cháoguān; 1710–1788), zi: Xiongdu 雄度, hao: Wuhu 笠湖, aus Wuxi in Jiangsu, war ein Politiker und Opernautor (xìqǔ 戲曲) in der frühen Qing-Dynastie. In der Qianlong-Ära diente er in verschiedenen Kreisen in den Provinzen Henan und Sichuan. Er war mit dem Sichter Yuan Mei befreundet. Er ist der Autor der Zaju-Sammlung Yinfengge zaju, deren Name von der Bühne Yinfengge 吟風閣 seiner Aufführung in Qiongzhou 邛州 in Sichuan abgeleitet ist und die verschiedene seiner Dramen enthält. Seine Stücke zeigen das Bild des Bürokraten in der chinesischen Geschichte. Sie beziehen seine Gedanken über die Regierung des Landes ein.

„Yang Chaoguan […] wrote a collection of thirty short zaju, mostly dealing with famous incidents from Chinese history and legend; they were published under the title Yinfengge zaju (Zaju from the Studio for Writing Poems on the Wind).“